# قومة حلب
قومة حلب هي مجزرة وقعت في 16 أكتوبر من العام 1850 ضمن أحداث فتنة طائفية بين المسلمين والمسيحيين القاطنين في حي الصليبة والجديدة بحلب، والتي نتج عنها مقتل 14 ألف شخصاً ونهب بيوت وكنائس. أدت الأحداث إلى هجرة المسيحيين إلى بيروت، وأزمير وماردين.
خلال القرن الثامن عشر ازدهرت الحياة الثقافية وقام في حلب نخبة من الأدباء والمفكّرين المسيحيين كان لهم دور في النهضة العربية الحديثة. وقام المسيحيون بدور كبير في عهد الانتداب وكانوا العمود الفقري لأهم الدوائر والمؤسسات ولمعوا في المهن الحرّة كالطب والمحاماة والهندسة كما تابعوا نشاطهم التجاري التقليدي متأقلمين مع الأوضاع الجديدة. وكان سبب المجزرة تعاظم نفوذ وثراء المسيحيين من سكان حلب مقارنةً بالمسلمين، حيث كان يرى مسلمو المدينة موكب البطريرك ماكسيموس الثالث المظلوم، علامة من علامات سيطرة المسيحيين على المدينة.
لكن بدأت أحداث العنف، بعدما قرر سكان المدينة المسلمون رفض التجنيد الإجباري، حيث خرجت جماعات مسلمة مسلحة للهجوم على مساكن المسيحيين، بعدما فشلوا في اقتحام محل إقامة والي حلب العثماني مصطفى ظريف باشا.

## خلفية
مع ضعف الإمبراطورية العثمانية في القرن التاسع عشر، تم تخفيف القيود المفروضة على المسيحيين، بسبب التدخل المتزايد وتأثير القوى الأوروبية. تم الاعتراف رسميًا بكنيسة الأرمن الكاثوليك وكنيسة الروم الملكيين الكاثوليك كملّتان في عامي 1831 و 1848 على التوالي. سمحت إصلاحات 1839 للمسيحيين ببناء كنائس جديدة، إذ كان ذلك محظورًا في السابق. أتاح المجلس الاستشاري الذاتي المُشكّل حديثًا الفرصة للمسيحيين للتعبير عن آرائهم.
كانت أهم التغييرات خلال هذه الفترة، التعديلات التي أُدخلت على نظام الضرائب العثماني. تقليديًا، كانت الضرائب المباشرة مطلوبة فقط للذكور البالغين، وغير المسلمين، من خلال نظام يعرف باسم الجزية. ومع هذه التعديلات، وبدلًا من أن يتم فرض الضرائب على المسلمين، تُركت لتقوم شركات مختلفة، مثل النقابات، بتحصيلها من أفرادها. ومع ذلك، تم فرض ضريبة الرؤوس على المسلمين خلال حكم محمد علي باشا لسوريا في ثلاثينات القرن التاسع عشر، واستمرت حتى استعاد العثمانيون السيطرة على المنطقة. لم يؤدِّ ذلك فقط إلى زيادة الأعباء الاقتصادية على السكان المسلمين في حلب، بل أيضًا إلى انخفاض كبير في ثروتهم، بينما ازدهر جيرانهم المسيحيون بسبب الروابط مع أوروبا، ممّا أدى إلى خلق شعورٍ بخيبة الأمل من حيث العلاقة بين المسلمين والدولة العثمانية، لأنها وسّعت الفجوة بين المسلمين وغير المسلمين. أصبح التمييز الطبقي ظاهرًا بشكل أكبر مع جهود محمد علي باشا للتحديث وأدى إلى التباعد المجتمعي المتزايد بين المسلمين والمسيحيين ممّا مهد الطريق للصراع بينهما. اقترنت هذه الإصلاحات الضريبية بالكساد الاقتصادي الذي انتشر في جميع أنحاء حلب في منتصف القرن التاسع عشر، خصوصًا في الأحياء الشرقية من المدينة حيث كانت النتائج مدمّرة، لأن سكانها كانوا يعملون في تجارة القوافل والحبوب، وهما القطاعان الأكثر تضررًا من الكساد الاقتصادي.
مع زيادة التجارة مع أوروبا، ازدهر التجار الذين كانوا في الغالب من المسيحيين واليهود، بينما واجه السكان المسلمون صعوبات اقتصادية متزايدة. تضرر السكان المسلمون في المدينة بشدة من التضخم نتيجة للبضائع الأجنبية التي غمرت السوق بعد اندماج سوريا في الاقتصاد العالمي. أدت سهولة القيود التجارية على المسيحيين إلى السخط من جانب المسلمين، لأنهم رأوا أن هذا يشكل تهديدًا لمصالحهم الاقتصادية التقليدية في المنطقة. سعى المسلمون أيضًا إلى وقف بناء كنائس جديدة، دون نجاح كبير. بالإضافة إلى ذلك، كان في حلب فصيل كبير من الإنكشاريين، الذين حملوا الكثير من السخط على الحكومة العثمانية، منذ قرارها بإلغاء الإنكشارية رسميًا في عام 1826. سكن الرعاة إلى حد كبير في الأحياء الشرقية من حلب، وبالتالي تأثروا بشكل خاص بهذه الصعوبات الاقتصادية.
عندما مرّ موكب ضخم لبطريرك الروم الكاثوليك مكسيموس الثالث مظلوم في المدينة، رأى المسلمون ذلك كعلامة على زيادة الهيمنة المسيحية على حلب. أدت النيران الاحتفالية خلال الموكب إلى شائعات بأن المسيحيين كانوا يسلحون أنفسهم.
الإصلاحات العامة التي كانت تحدث داخل الإمبراطورية العثمانية، وتحديدًا التجنيد القسري للمواطنين، أدت إلى زيادة حدة التوتر وشعور السكان المسلمين بعدم الأمان في حلب. بعد أول إحصاء سكاني للذكور البالغين في حلب، انتشرت شائعات بأن الإمبراطورية العثمانية كانت تعتزم البدء في تجنيد الذكور البالغين في المنطقة. أصبح رد الفعل ضد تهديدات التجنيد الإجباري، عاملًا محفزًا لأحداث الشغب في عام 1850 في حلب.

## الأحداث
في مساء الأربعاء 17 أكتوبر 1850، تظاهر سكان حلب احتجاجاً على التهديد الوشيك بالتجنيد من قبل السلطات العثمانية، في مسيرة إلى قصر مصطفى ظريف باشا، والي حلب. أغلق الوالي بوابات القصر ورفض سماع مطالبهم، فلجأ المتظاهرون بعد ذلك إلى عبد الله البابنسي، زعيم فصيل الإنكشارية في المدينة. على الرغم من رفضه قيادة الحراك، إلا أنه وافق ضمنيًا على أعمال مثيري الشغب. بعد ذلك تقدم المشاغبون إلى حيّي صليبة والجديدة المسيحيان، الواقعان في الجزء الشمالي من حلب، حيث بدؤوا في نهب الكنائس والمنازل الخاصة. هاجم المتظاهرون وقتلوا حوالي 20 مسيحيًا. خلال الهجمات، تمكن العديد من المسيحيين من العثور على ملجأ بين الخانات في الأسواق أو تمت حمايتهم من قبل جيرانهم المسلمين. استمرت أعمال الشغب طوال اليوم التالي، 18 أكتوبر.
يوم الجمعة 19 تشرين الأول، استخدم الأعيان والزعماء المحليون سلطتهم الأخلاقية، وقوات الإنكشارية التي أرسلها عبد الله، لتفريق المشاغبين. وبدورهم وافقوا على تقديم مطالب المتظاهرين إلى الوالي. تضمنت هذه المطالب: رفض أي تجنيد إجباري، وأن يتم فقط إرجاع الممتلكات المسروقة القابلة للاسترداد، وأن يتوقف رنين أجراس الكنائس وحمل الصلبان في المواكب الدينية. في البداية، قبل باشا هذه المطالب، وأضاف أيضًا تعهدًا بأن الضريبة الفردية المكروهة سيتم استبدالها بضريبة الأملاك. بالإضافة إلى ذلك، تم تعيين عبد الله زعيم الإنكشاريين حاكماً لحلب بالإنابة.
في 2 نوفمبر، وصلت القوات التي طلبها الوالي كتعزيزات من السلطات المركزية العثمانية، مطالبًا بنزع السلاح من المدينة. لكن قبل معالجة هذه المشاكل الداخلية، تم تكليف هذه القوات بمحاربة الجماعات البدوية التي تجمعت في جميع أنحاء المدينة مع توقعات بقدرتها على غزو حلب بسهولة، بسبب الفوضى الأخيرة. تراجع البدو بسرعة، ولكن بسبب شائعات بأن عبد الله قد تواصل معهم، تم عزله من منصبه كحاكم بالنيابة واستُبدل بمنافسه يوسف شريف زاده، زعيم فصيل أشرف في المدينة.
اندلع القتال مرة أخرى، هذه المرة بين المسلمين، حيث اشتبكت قوات أشرف مع فصائل الإنكشارية من أجل تغيير الحاكم. في 5 نوفمبر، استخدمت القوات العثمانية المدفعية البريطانية لقصف مراكز التمرد، ممّا أدى لتدمير عدة أحياء وقتل أكثر من 5000 شخص. ثم تحول القتال من منزل إلى منزل، إلى أن تم إخماده في وقت لاحق بحلول 8 نوفمبر، عندما تمت استعادة النظام المدني.

## لاحقًا
بعد عودة النظام المدني، بدأت الملاحقة القانونية ضد الذين هاجموا المسيحيين أو سرقوهم. تم إلقاء القبض على جميع رؤساء الأحياء في المدينة، لكن تم إطلاق سراحهم جميعًا باستثناء رؤساء الأحياء التي تجمّع فيها مثيري الشغب في البداية. وكُلِّف المُفرج عنهم بإجراء عمليات تفتيش من بيت لآخر عن الممتلكات المسروقة. سُمح للأفراد المسيحيين بتوجيه اتهامات ضد أولئك الذين سرقوهم أو جرحوهم. في 4 ديسمبر، أصدر والي حلب مرسومًا بإبلاغ المواطنين بأن أمامهم 10 أيام لإعادة البضائع المسروقة، وبعد ذلك سيُعاقب أولئك الذين عُثر عليهم وبحوزتهم ممتلكات مسروقة على أنهم لصوص ومتمردين.
ومع ذلك، كانت الممتلكات الوحيدة التي أعيدت إلى المحكمة هي الماشية، إما الخيول أو الجمال، ولم يعاقب أحد على الإطلاق كلص، لأنه كان من المستحيل تقريبًا الحصول على دليل على تورط السكان. حتى عمليات البحث من منزل إلى منزل لم تسفر سوى عن نتائج قليلة، وهي حقيقة يمكن أن تُعزى إلى مراعاة خصوصية المنازل عند المسلمين المحافظين. كانت الأضرار التي لحقت بممتلكات ومعنويات المسيحيين عالية. تظهر السجلات العثمانية أن 688 منزلا و 36 متجرا تضرروا. كما تم تدمير ستة كنائس، بما في ذلك مطرانية الروم الكاثوليك ومكتبتها، جزئيًا. وبالتالي، تم فرض تعويض قدره 5250 قطعة نقدية على السكان المسلمين في حلب. على الرغم من أن المسيحيين زعموا أن هذا التعويض لا يشكل سوى جزء ضئيل مما فقد، ادّعى المسلمون أن النتائج كانت إهانة لشرفهم، لأنهم ألقوا باللائمة على البدو والأكراد.
أُلقي القبض على الأفراد الذين تم تحديدهم على أنهم قادة أعمال الشغب. وشمل ذلك كل من الإنكشارية، بما في ذلك عبد الله، وأعضاء فصيل أشرف، ولم يتمكن سوى قادة أشرف من استعادة مواقعهم وهيبتهم داخل المدينة. في المجموع، تم القبض على ما يقرب من 600 شخص، تم تجنيد 400 منهم في الجيش، ونُفيَ 200 إلى جزيرة كريت.
بسبب الخوف من اندلاع العنف مرة أخرى، هاجر مئات المسيحيين من حلب، خصوصًا إلى بيروت وإزمير. بحلول صيف عام 1851، غادر المدينة حوالي 700 شخص. كما أن بطريرك الكنيسة السريانية الكاثوليكية إغناطيوس بطرس السابع جروة كان قد أُصيب بجروح قاتلة خلال الهجمات وتوفي بعد ذلك بعام. أدى ذلك إلى انتقال بطريركية السريان الكاثوليك بشكل دائم من حلب إلى ماردين.
بحلول نهاية مايو 1851، تم إدخال التجنيد الإجباري في حلب، وتم أخذ 1000 رجل تتراوح أعمارهم بين 20 و 25 عامًا.
بعد الأحداث، أثبت المجتمع المسلم في حلب عدم رغبته في مهاجمة المسيحيين، وذلك يتّضح من السلام الذي تم الحفاظ عليه في حلب خلال موجة من العنف المعادي للمسيحيين في عام 1860 الذي اجتاح سوريا وخصوصًا دمشق، على الرغم من أن بعض السلطات الدينية قد دعت السكان المسلمين إلى ذبح المسيحيين في تلك الفترة.

## الآثار
كان لنتائج أحداث 1850 آثار عديدة على حالة الدولة العثمانية خلال التنظيمات.
من الناحية السياسية، سلطت الأحداث الضوء على نجاح الدولة العثمانية في ممارسة سيطرة أكبر على مواطنيها نتيجة للإصلاحات التنظيمية. مع التحديث، لم يعد المواطنون مجرد كيانات مجهولة الهوية تم تعريف تفاعلاتها مع الدولة بسلسلة من العلاقات الشخصية مع المسؤولين الحكوميين. بدلاً من ذلك، أصبح لدى الدولة الآن بيروقراطية موحدة وغير شخصية يمكن أن تنفّذ بنجاح التعدادات السكانية وفرض الضرائب على الأفراد، وفي نهاية المطاف، تجنيدهم أيضًا. بالإضافة إلى ذلك، سلطت الأحداث الضوء على زيادة قدرة الدولة العثمانية على ممارسة سلطتها ونفوذها في الأراضي الخاضعة لسيطرتها من خلال تحديث جيشها، كما يتضح من قمعها الناجح للمتمردين من خلال استخدام المدفعية البريطانية.
اعتبر البعض أن أعمال الشغب هي تعاون بين عبد الله البابنسي ويوسف شريف زاده لتعزيز هيبتهما السياسية، لكن هذه المؤامرة لا يمكن إثبات إن كانت صحيحة أم لا.
من الناحية الاقتصادية، سلطت الأحداث الضوء على الآثار الواسعة النطاق لدمج الإمبراطورية العثمانية في النظام الاقتصادي العالمي الحديث. على الرغم من أن هذا التأسيس كان ضروريًا لبقاء الإمبراطورية العثمانية، إلا أنه وضع الإمبراطورية في وضع تابع، حيث أنتجت الإمبراطورية العثمانية مواد خام تمت معالجتها في سلع مصنوعة في أوروبا، ثم بيعها مرة أخرى للإمبراطورية بأسعار مبالغ فيها. أدت هذه المصاعب الاقتصادية إلى كساد في جميع أنحاء الإمبراطورية، بما في ذلك الكساد في حلب الذي أثر بشكل كبير على سكان الأحياء الشرقية، لأنهم كانوا منخرطين في تجارة الحبوب.
على الصعيد الاجتماعي، أدّت الأحداث إلى تغيّر العلاقة بين المسلمين والمسيحيين في الدولة العثمانية. زيادة المزايا التجارية للمسيحيين داخل الإمبراطورية يعني أنه بدلاً من كونهم مجموعتان تعاونتا مع بعضهما البعض خلال المعاملات التجارية، أصبح المسيحيون والمسلمون مجموعات تتنافس مع بعضها البعض، مع خسارة متزايدة للمسلمين. كان المشاغبون من بين النازحين والمشردين وقد فقدوا القوة والحماية في مواجهة الهيمنة التجارية المسيحية الناشئة. بدأ المسيحيون في تعزيز مكانتهم الاقتصادية ليس من خلال التعاون مع المسلمين ولكن من خلال العمل كوسيط للأوروبيين الذين يقومون بالتجارة في المنطقة، والذين سيساعدون بعد ذلك في إعفاء المسيحيين من الضرائب المفروضة على غير المسلمين ومنحهم مزايا تجارية لمنافسة التجار المسلمين المحليين. تحولت العلاقة بين المسلمين والمسيحيين إلى الزبونية. توقف المسيحيون في نهاية المطاف عن التعامل مع المسلمين وتحولوا إلى الأوروبيين. أدت الأحداث إلى إنهاء الروابط المدنية التي كانت تجمع المسيحيين والمسلمين في حلب، حيث أصبح المسيحيون غربيين بشكل متزايد، ليس فقط ثقافيًا وإنّما سياسيًا أيضًا.